# Marstal Idrætsforening
Marstal Idrætsforening (MIF) er en idrætsforening i Marstal på Ærø Den blev stiftet 5. februar 1915. Til pionererne hørte af blandt andre elektriker Charles Hansen, befragter Bernh. Nielsen, skomagermester Grandjean, købmand Hans Rasmussen, sejlmager Carl Rasmussen (Pelikanen) og fisker Anker Morsø. I 2012 lykkes det Marstal/Rises førstehold at rykke op I Danmarkserien. Marstal Rise spiller i dag i Fynsserien.